# Ele, o Boto
Ele, o boto é um filme brasileiro de 1987, dos gêneros fantasia e romance, dirigido por Walter Lima Jr. sobre a lenda amazônica do boto, que supostamente seduz e engravida mulheres.
O roteiro é baseado na história de Lima Barreto e Vanja Orico, adaptado por Tairone Feitosa, Walter Lima Júnior e Affonso Romano de Sant'Anna. A direção de fotografia é de Pedro Farkas. A trilha sonora é de Wagner Tiso. Filmado em Paraty e Paratimirim.

## Sinopse
Segundo uma lenda amazônica, em noite de lua cheia, o Boto vem à terra e se transforma em humano, para seduzir e ser amado pelas mulheres e odiado pelos homens. Uma de suas conquistas é Tereza, filha do pescador Zé Amaro, que engravida. Teresa fica sem o filho, que é solto no mar para viver com os botos, e acaba casando com Rufino, comerciante que explora os pescadores. Tereza começa a perceber que o boto voltou e teme pela irmã mais nova, Corina, que ignora seu admirador, o primo Luciano, que acredita-se ser filho do boto, ao conhecer o ser lendário disfarçado de humano na Noite de São João. Corina é atraída para a água pelo boto e jamais é vista novamente, e Tereza continua recebendo flertes da criatura mítica. Enfurecido pelo pai, Luciano mata o boto e assume seu lugar.

## Elenco
- Carlos Alberto Riccelli.... Boto
- Cássia Kiss.... Tereza
- Ney Latorraca.... Rufino
- Dira Paes.... Corina
- Paulo Vinícius.... Luciano
- Ruy Polanah .... Zé Amaro
- Maria Sílvia.... tia
- Rolando Boldrin.... narrador
- Marcos Palmeira
- Tonico Pereira
- Vanja Orico
- Luthero Luiz